# Paratropus lamotteorum
Paratropus lamotteorum är en skalbaggsart som beskrevs av Kanaar 1997. Paratropus lamotteorum ingår i släktet Paratropus och familjen stumpbaggar. Inga underarter finns listade i Catalogue of Life.